# Дилінговий центр
Дилінговий центр — небанківська організація, що забезпечує можливість клієнтам з невеликими сумами торговельного капіталу на умовах маржінальной торгівлі укладати спекулятивні угоди на міжнародному валютному ринку (Forex), а також на ринках CFD (контракти на різницю). Угоди через дилінговий центр носять виключно спекулятивний характер (наприклад, зазвичай через них не можна придбати валюту для оплати по валютних рахунках, лише для її подальшого продажу).
Дилінгові центри проводять операції з клієнтами від свого імені та за свій рахунок. У цьому вони схожі з дилерами фондового ринку. Дилінгові центри отримують котирування з інформаційних систем (Reuters, Tenfore, Bloomberg і ін.), зазвичай використовується декілька джерел котирувань для формування консолідованого потоку. На їх основі формують власні котирування і транслюють їх своїм клієнтам. На відміну від комерційних банків, вони не передають свої котирування в глобальні інформаційні системи.Торгівля через дилінгові центри, як правило, ведеться з використанням Інтернету як системи зв'язку. Безпосередні дії виконуються за допомогою спеціалізованого програмного забезпечення (Metatrader 4, Dealing Desk, Rumus, itrader, Trade Desk) або по телефону.
При виборі ділінгового центру зазвичай радять враховувати наступні критерії:
- репутація компанії, її термін присутності на ринку;
- умови торгівлі (спред, комісії, свопи, валютні пари);
- особливості торговельної платформи (торговельного терміналу);
- умови внесення/зняття коштів;
- юрисдикцію дії договору;
- наявність представництв в регіонах.

## USD/UAH
Ставлення цін двох валют, що входять в дану пару, на валютному ринку. Дане поняття широко використовується на ринку Forex для спрощення торгів, оскільки при покупці однієї валюти трейдер завжди продає іншу.

## Список українських дилінгових центрів
| Назва дилінгового центру   | Місто | Сайт                                                                |
| -------------------------- | ----- | ------------------------------------------------------------------- |
| FXOpen Україна             | Київ  | FXOpen Forex [Архівовано 4 липня 2020 у Wayback Machine.]           |
| Дельта Банк                | Київ  | Дельта Банк Forex [Архівовано 5 січня 2019 у Wayback Machine.]      |
| Брокбізнесбанк             | Київ  | Брокбізнесбанк Forex [Архівовано 10 лютого 2011 у Wayback Machine.] |
| Укргазбанк                 | Київ  | Укргазбанк Forex                                                    |
| Інтеграл банк              | Київ  | Інтеграл банк Forex [Архівовано 20 лютого 2011 у Wayback Machine.]  |
| Форекс Україна             | Київ  | ForexUA                                                             |
| Київський Дилінговий Центр | Київ  | Kiev Forex                                                          |
| Гроши Тут                  | Київ  | Гроши Тут [Архівовано 14 березня 2022 у Wayback Machine.]           |